# Съдебна палата (София)
Вижте пояснителната страница за други значения на Съдебна палата.
Съдебната палата e сграда в София. Изградена е като монументална структура, намира се на бул. „Витоша“ 2, между улиците „Алабин“, „Лавеле“ и „Позитано“.
Съдебната палата е замислена още в края на 19 век и за нея е проведен международен конкурс, спечелен от българския архитект Никола Лазаров, но кризисните военни и следвоенни времена отлагат изпълнението на проекта. През 1928 г. последният е преработен от архитект Пенчо Койчев.
Сградата е построена през периода 1929 – 1940 г. със застроена площ от 8400 m². При завършването си е притежавала 640 помещения, 24 заседателни зали, 3 хола и 8 вътрешни двора.
Външният архитектурен облик респектира със своята монументалност и строги изчистени класически форми.

## Характеристики
Сградата е с 8 нива: два подземни етажа и 6 надземни, от които първият и третият сектор на залите е с височина на два етажа, а последния етаж е атиков, над корниза.
- Днес Съдебната палата има застроена площ от 8500 m².
- разгъната застроена площ – 48 000 m².
- разполага с 430 помещения, от които 24 зали, библиотека и др.

## Построяване и експлоатация

### Предистория
Идеята за тази сграда се налага още през 1880 г., но обявеният за нея през 1912 г. международен конкурс е отложен заради Балканската война и е проведен през 1914 г. Първа премия не е присъдена. Втори е проектът на арх. Никола Лазаров, който не се реализира. През 1926 г. е създаден фонд „Съдебни сгради“, чието заключение е, че „поради разрасналите нужди и големи промени в живота“ планът на арх. Лазаров не може да се приложи. Да изготви в „окончателен вид план, съобразен с настоящите нужди, и с разширение, предвидено за по-далечно бъдеще“, е възложено на арх. Пенчо Койчев, който пише: „На 1 юни 1928 г., от Министерството на правосъдието ми се повери да изработя плановете и ръководя строежа на Съдебната палата в София, предприятие от 8500 м² на стойност 200 000 000 лева.“

### Строеж
Строителството започва през 1929 г., на 16 май изкопните работи са готови. (След проектирането арх. Койчев пряко ръководи и строителството до септември 1933 г. когато е пенсиониран).
Към 12 април 1930 г. нулевият цикъл е завършен и строителството излиза над нивото на терен с изливането на първата плоча.
На 23 август 1932 г. цялата стоманобетонна конструкция на сградата и покрива са завършени.
В 1936 г. е завършен грубият строеж на сградата със зидариите и външната ѝ каменна облицовка. Предвидените 16 скулптури на магистрати – съдии и прокурори, по страничните фасади не са одобрени и са поставени само вече изработените 2, а вместо останалите са сложени каменни блокове, започват довършителните работи.
В 1940 г. довършителните работи са завършени заедно с интериорите, витражите и всичко друго по сградата, и започва обзавеждането ѝ.
През септември 1941 г. Съдебната палата е официално открита.
Сградата има сиенитен цокъл, облицовка от бял варовик и забележим корниз под най-горния етаж. Съдебната палата е първата сграда в града, изградена в този монументален стил, използван по-късно при Българската народна банка през 1930 г., Народната библиотека, Операта, Военното издателство и Ларгото и пр. В атриумите на Съдебната палата са поставени български и латински надписи, като следният:
| „ | Правосѫдието е основа на държавитѣ. Нека се подчиняваме на законитѣ, за да бѫдемъ свободни. Справедливостьта трѣбва да се съблюдава въвъ всичко, а особено въ правосѫдието. | “ |

### След завършване на строежа
Към 13:00 часа на 10 януари 1944 г. внушителната новопостроена сграда е ударена с пряко попадение в североизточния ѝ сектор при англо-американската бомбардировка на София. По това време в модерно оборудваното ѝ скривалище са насочени от полицията и намерили закрила стотици граждани. Бомбата пробива покрива и две от стоманобетонните плочи (на атиковия етаж и този под него) и спира в третата като не успява да нанесе тежки поражения. Щетите бързо са отстранени.
В периода 1980 – 1998 г. лицевата източна част от сградата не се използва по предназначение, тъй като в нея се помещават колекциите на Националния исторически музей. През 1985 г. са поставени двата лъва на парадното стълбище, работа на скулптора Величко Минеков.
През 1998 г. бившата музейна част е ремонтирана с цел възстановяване на функционалното ѝ предназначание.
На фасадата на сградата към едноименната улица в края на 90-те години на 20 век е поставена паметна плоча с портретен бронзов релеф на Вито (Виторио) Позитано, предотвратил заедно с Леандър Леге и софийския равин Габриел Алмозино опожаряването на София от османските сили през Руско-турската война.
В средата на 2001 г. започва първият след построяването ѝ генерален основен ремонт, който, под ръководството на арх. Любомир Семерджиев, е завършен до 2007 г. в основни линии (без атиковия етаж и някои други). Подменени са овехтялото обзавеждане, санитария, врати, шперплатова ламперия, фитинги и окабеляване, а мебелировката и дизайнът на пространствата на залите и кабинетите са издържани в традиционния характерен за нея класически стил. Автентичността на ремонтираните общи пространства е напълно запазена, поставена е ограда на парадното стълбище. През 2014 г. се ремонтира и атиковият етаж.

## Експлоатация
Съдебната палата е седалище на третата власт в държавата – съдебната, и при Царство България и през комунистическия режим и след него понастоящем.
В нея, освен текущите второ и третоинстанционни търговски, граждански и наказателни дела, стават съдебните заседания по всички най-значими за страната процеси:
- до деветосептемврийския преврат в 1944 г. – срещу комунистическите антидържавни функционери, много от които завършили със смъртни присъди;
- след него – срещу опозицията и набедените за противници на режима, но и срещу реалните му такива, също много от които завършили със смъртни присъди, но знаковите процеси на т.нар. „народен съд“ срещу министрите, депутатите и регентите са водени в Софийския университет, а не тук;
- след падането на режима – тук се гледат делата срещу неговия ръководител Тодор Живков, за убийството на бившия министър-председател на България Андрей Луканов и срещу знаковите фигури в организираната престъпност, контрабандата и търговията с наркотици, както и срещу настоящи политици, бивши министри от сегашния режим, бивши и действащи депутати.

Към 2020 г. в сградата се помещават:
- Върховният касационен съд;
- Софийският апелативен съд;
- Софийският градски съд;
- Софийският окръжен съд;
- Военно-апелативният съд;
- Софийският военен съд;
- Върховната касационна прокуратура;
- Софийска градска прокуратура;
- Охраната на съдебната власт, Областно звено „София-град“;
- „Информационно обслужване“ АД